# Máximo Banguera
Máximo Banguera (castellà: Máximo Orlando Banguera Valdivieso)  (Guayaquil, 16 de desembre de 1985) és un exfutbolista equatorià de la dècada de 2010.
Fou internacional amb la selecció de l'Equador amb la qual participà en el Mundial de 2014. Pel que fa a clubs, defensà els colors de ESPOLI i Barcelona.